# Chloé Valentini
Chloé Bouquet Valentini (Morteau, 19 de abril de 1995) é uma handebolista profissional francesa, campeã olímpica.

## Carreira
Valentini conquistou a medalha de ouro com a Seleção Francesa de Handebol Feminino nos Jogos Olímpicos de Verão de 2020 em Tóquio, após derrotar a equipe do Comitê Olímpico Russo na final por 30–25. Nos Jogos Olímpicos de Verão de 2024, em Paris, conquistou a medalha de prata no torneio feminino do handebol, após confronto na final contra a equipe norueguesa.